# Barnesville (Maryland)
Barnesville és una població dels Estats Units a l'estat de Maryland. Segons el cens del 2008 tenia 197 habitants.

## Demografia
Segons el cens del 2000, Barnesville tenia 161 habitants, 59 habitatges, i 49 famílies. La densitat de població era de 126,9 habitants per km².
Dels 59 habitatges en un 37,3% hi vivien nens de menys de 18 anys, en un 71,2% hi vivien parelles casades, en un 6,8% dones solteres, i en un 15,3% no eren unitats familiars. En l'11,9% dels habitatges hi vivien persones soles el 5,1% de les quals corresponia a persones de 65 anys o més que vivien soles. El nombre mitjà de persones vivint en cada habitatge era de 2,73 i el nombre mitjà de persones que vivien en cada família era de 2,98.
Per edats la població es repartia de la següent manera: un 28% tenia menys de 18 anys, un 3,7% entre 18 i 24, un 27,3% entre 25 i 44, un 26,7% de 45 a 60 i un 14,3% 65 anys o més.
L'edat mediana era de 41 anys. Per cada 100 dones de 18 o més anys hi havia 96,6 homes.
La renda mediana per habitatge era de 78.791$ i la renda mediana per família de 79.581$. Els homes tenien una renda mediana de 52.188$ mentre que les dones 50.625$. La renda per capita de la població era de 38.001$. Cap de les famílies estaven per davall del llindar de pobresa.

## Poblacions properes
El següent diagrama mostra les poblacions més properes.